# Ilja Alexandrowitsch Warlamow

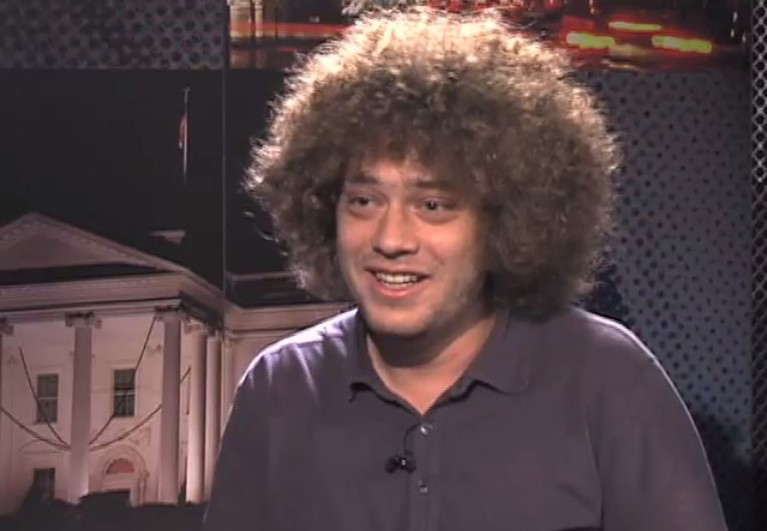
Ilja Warlamow (2012)

Ilja Alexandrowitsch Warlamow (ˈiːljə ɐlɪkˈsandrəvɪt͡ʃ vɐrˈɫaməf; russisch Илья Александрович Варламов; * 7. Januar 1984 in Moskau) ist ein russischer Blogger, Journalist, Fotograf, Urbanist und YouTuber, der für seine kritischen Kommentare zur russischen Politik und Stadtplanung bekannt ist.
Er erlangte erste Aufmerksamkeit durch seinen eigenen Blog und später durch sein YouTube-Nachrichtenprogramm „Was passiert?“ (Чё происходит?). Hier berichtete er ausführlich über politische Proteste und Oppositionsmärsche, was zu politischer Verfolgung und Strafanzeigen gegen ihn in Russland führte. Im Jahr 2018 gründete er die Stiftung „Aufmerksamkeit!“ (Внимание!), die sich der Erhaltung des historischen Erbes in Russland widmet.

## Frühes Leben und Karriere
Warlamow wuchs in Moskau auf und absolvierte dort am Moskauer Architekturinstitut sein Architekturstudium.  Während seines Studiums gründete er ein Unternehmen, aus dem die iCube-Gruppe hervorging, eine Design- und Entwicklungsagentur. Zusammen mit Maxim Katz war er Mitbegründer der Stiftung Stadtprojekte, die sich auf die Förderung städtischer Verbesserungen in Russland konzentriert.

## Bloggen und Journalismus
Warlamow begann 2006 mit seinem Blog auf LiveJournal unter dem Benutzernamen „zyalt“ und konzentrierte sich zunächst auf die Fotografie. Sein Blog entwickelte sich zu einer prominenten Plattform für unabhängigen Journalismus und politische Kommentare. Im Jahr 2015 gründete er Varlamov.ru als unabhängiges Medienunternehmen. Im Jahr 2021 verlagerte er seinen Blog auf die Teletype-Plattform. Seine Arbeit umfasst verschiedene Themen, darunter Stadtplanung, russische Politik und globale Ereignisse. Er ist auch auf anderen Social-Media-Plattformen wie X und YouTube aktiv.

### „Was passiert?“
Der YouTube-Kanal von Warlamow zeigt eine wöchentliche Nachrichtensendung mit dem Titel „Was passiert?“ (Чё происходит?), die wichtige aktuelle Ereignisse zusammenfasst. Die Sendung debütierte 2017 auf seinem YouTube-Kanal und erlangte beträchtliche Popularität und Millionen von Abonnenten. Die Sendung bietet Kommentare und Einblicke in Ereignisse sowohl in Russland als auch weltweit. Eine Version von „Was passiert?“ wurde von Januar bis Februar 2022 kurzzeitig auf dem Radiosender Komsomolskaja Prawda ausgestrahlt.

## Politischer Dissens und Verfolgung

### Protestberichterstattung

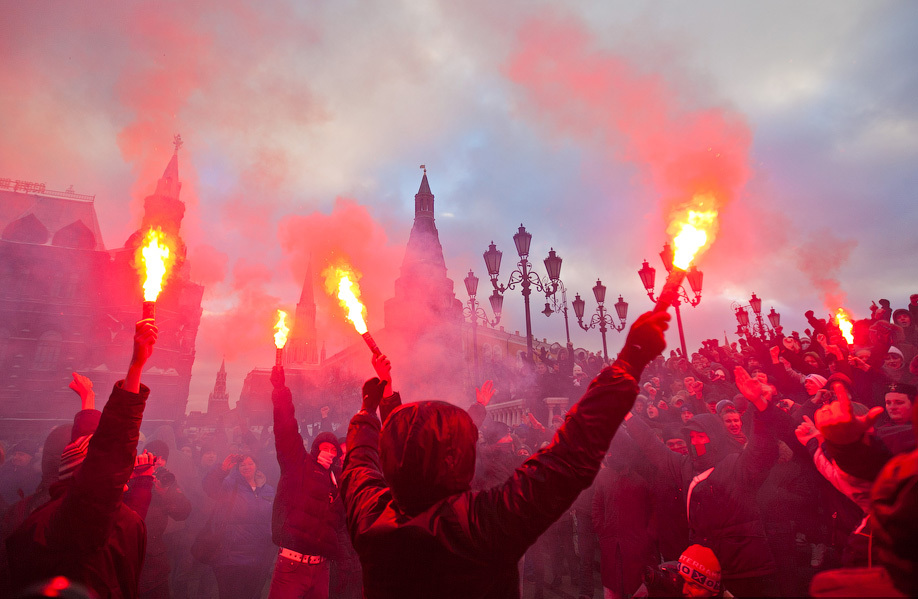
Foto von Ilja Warlamow während der Proteste auf dem Manegeplatz in Moskau

Warlamow berichtete aktiv über Oppositionsproteste in Russland, wie die Märsche der "Andersdenkenden", die „Strategie-31“-Proteste und Demonstrationen gegen Wahlbetrug. Auch selbst nahm er an verschiedenen Widerstandsaktionen teil. Seine Berichterstattung über die Unruhen auf dem Manegeplatz 2010 und die Russischen Proteste 2011–2013 wird weithin zitiert.
Warlamow war zudem einer der ersten, der in seiner Berichterstattung Drohnenfotografie einsetzte und dabei eindrucksvolle Bilder von Großdemonstrationen festhielt.

### Politische Verfolgung
Warlamows offene Kritik an der russischen Regierung hat zu offiziellen Repressalien geführt. Im Jahr 2023 wurde er vom russischen Justizministerium zum „ausländischen Agenten“ erklärt und angeschuldigt, „falsche Informationen“ verbreitet und ausländische Gelder erhalten zu haben.

### Euromaidan und Krim

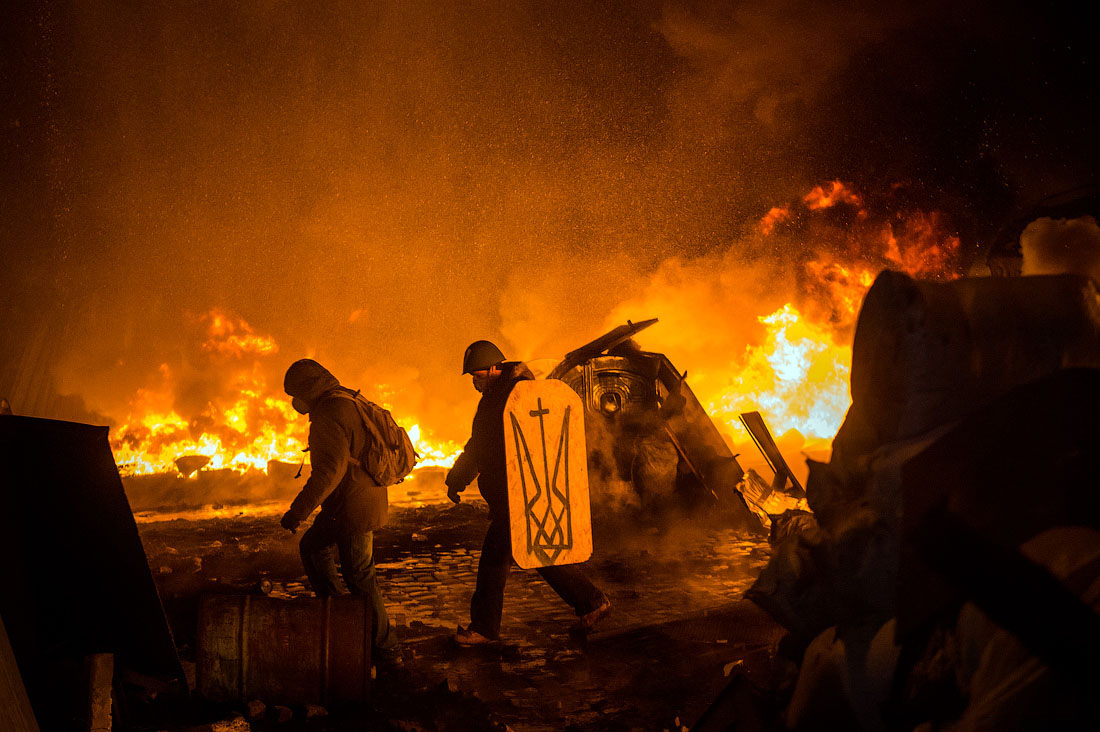
Foto von Warlamow am 23. Januar 2014 während der Zusammenstöße auf dem Euromaidan

Auch über die Euromaidan-Proteste 2013–2014 in Kiew berichtete der Journalist ausführlich, wobei er Augenzeugenberichte, Fotos und Live-Streams vom Ort des Geschehens lieferte. Seine Dokumentation der Ereignisse fand in russischen und ukrainischen Medien große Beachtung. Nach der russischen Annexion der Krim veröffentlichte er einen Beitrag mit dem Titel „Wer besetzt die Krim?“, der Fotos von nicht gekennzeichneten bewaffneten Personen am Flughafen Simferopol enthielt. Dies führte zu Anschuldigungen von regierungsnahen Gruppen in Russland, er unterstütze die Euromaidan-Bewegung.

### Russischer Überfall auf die Ukraine 2022
Zum russischen Überfall auf die Ukraine 2022 äußerte sich Warlamow ebenfalls kritisch. Er startete das Projekt „Gemeinsam“ (Вместе), um Russen zu unterstützen, die das Land nach dem Überfall verlassen haben. Seine kritische Haltung hat seinen Konflikt mit den russischen Behörden weiter verschärft.

## Urbanismus und Reisen
Als Architekt und Urbanist ist Warlamow viel gereist und hat städtische Umgebungen auf der ganzen Welt dokumentiert und kritisiert. Sein Blog enthält Serien wie „Gut-Schlecht“ (Плохой-хороший), in der positive und negative Aspekte von Städten verglichen werden, und „Grenze“ (Граница), in der Grenzstädte in Russland ihren Pendants in Nachbarländern gegenübergestellt werden. Er hat auch eine YouTube-Serie „BDSM“ (Большая дорога с мэром) produziert, in der Gespräche mit Bürgermeistern über städtische Probleme geführt werden.  Seine Arbeit löst oft Debatten aus und hat gelegentlich Kritik von lokalen Beamten hervorgerufen.